# Jean-Baptiste Bethune

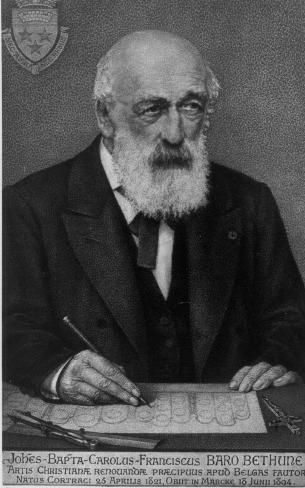
Jean-Baptiste Charles François (Baron) de Bethune

Jean-Baptiste Bethune (* 25. April 1821 in Kortrijk; † 18. Juni 1894 in Kortrijk-Marke) war ein belgischer Architekt, Künstler und Designer sowie eine zentrale Figur bei der Erneuerung der belgischen und katholischen Gotik. Er wurde von manchen als „Pugin von Belgien“ bezeichnet.

## Leben
Jean-Baptiste Bethune wurde als Sohn einer wohlhabenden flämischen Familie französischen Ursprungs geboren. Er und seine Verwandtschaft waren bekennende Katholiken und zumeist in der Politik und im öffentlichen Dienst beschäftigt. Die Familie Bethune war vom belgischen König geadelt worden und führte seither das „de“ im Namen.
Jean-Baptiste Bethune studierte zuerst Jura an der Katholischen Universität Löwen und trat danach als provinzieller Rat von Westflandern in Brügge in den öffentlichen Dienst ein. Seine künstlerische Ausbildung erhielt er an der Academie voor Schone Kunsten in Kortrijk (seine Lehrer waren L. Verhaegen und Jules Victor Génisson). Paul Lauters führte ihn in die Landschaftsmalerei ein, während der Bildhauer C. H. Geerts (1807–1855) ihn mit der Bildhauerkunst vertraut machte.
In den Jahren 1842 und 1843 sowie 1850 besuchte Bethune England und traf dort Augustus Welby Pugin, Verfechter des Wiederauflebens der Gotik in England und ebenfalls überzeugter Katholik. Die Begegnung mit Pugin und dessen Schöpfungen verstärkten Bethunes Interesse an der Architektur und an der anwandten Kunst. Angelehnt an Pugin und seine Anhänger entwickelte Bethune die Vorstellung, dass ein Wiederaufleben der Künste der „christlichen“ Welt des Mittelalters auch eine neue christliche Gesellschaft formen könnte.
Wieder in Belgien, wurde Bethune von dem Kanoniker C. Karton ermutigt, sich mit in die Entwicklung einer „wirklichen“ christlichen Kunst einzubringen. Allmählich begann er, eigene Entwürfe zu machen, und 1854 gründete er sogar, unterstützt von dem Farbglasshersteller J. Hardman (1812–67), seine eigene Buntglas-Werkstatt.
1862 war Bethune Mitbegründer der Saint-Luc-Schulen (Niederländ. Sint-Lucasscholen), katholisches Gegenstück zu den offiziellen Akademien, die Architekten im religiösen Geist der gotischen Tradition ausbildeten. Die erste dieser Schulen, die auch handwerkliche Fertigkeiten für Farbglasarbeiten, Holzschnitzwerk, Malerei sowie Gold- und Silberarbeiten vermittelte, wurde 1863 in Gent eröffnet. Man wollte erreichen, dass Handwerker mit der gesamten Dekoration einer neu erbauten gotischen Kirche umgehen konnten.
Als Lehrer und als Schutzherr der 1863 gegründeten Archäologischen Gesellschaft Gilde de Saint-Thomas et de Saint-Luc hatte Bethune entscheidenden Einfluss auf das Wiederaufleben des gotischen Stils in Belgien. Unter denen, die er unterrichtete oder beeinflusste waren die Architekten Joris Helleputte und Louis Cloquet. Er hielt außerdem Kontakte ins Ausland aufrecht und wurde von Zeitgenossen wie Pierre Cuypers, Edward Welby Pugin, August Reichensperger und Eduard Jakob von Steinle sehr geschätzt.

## Werk

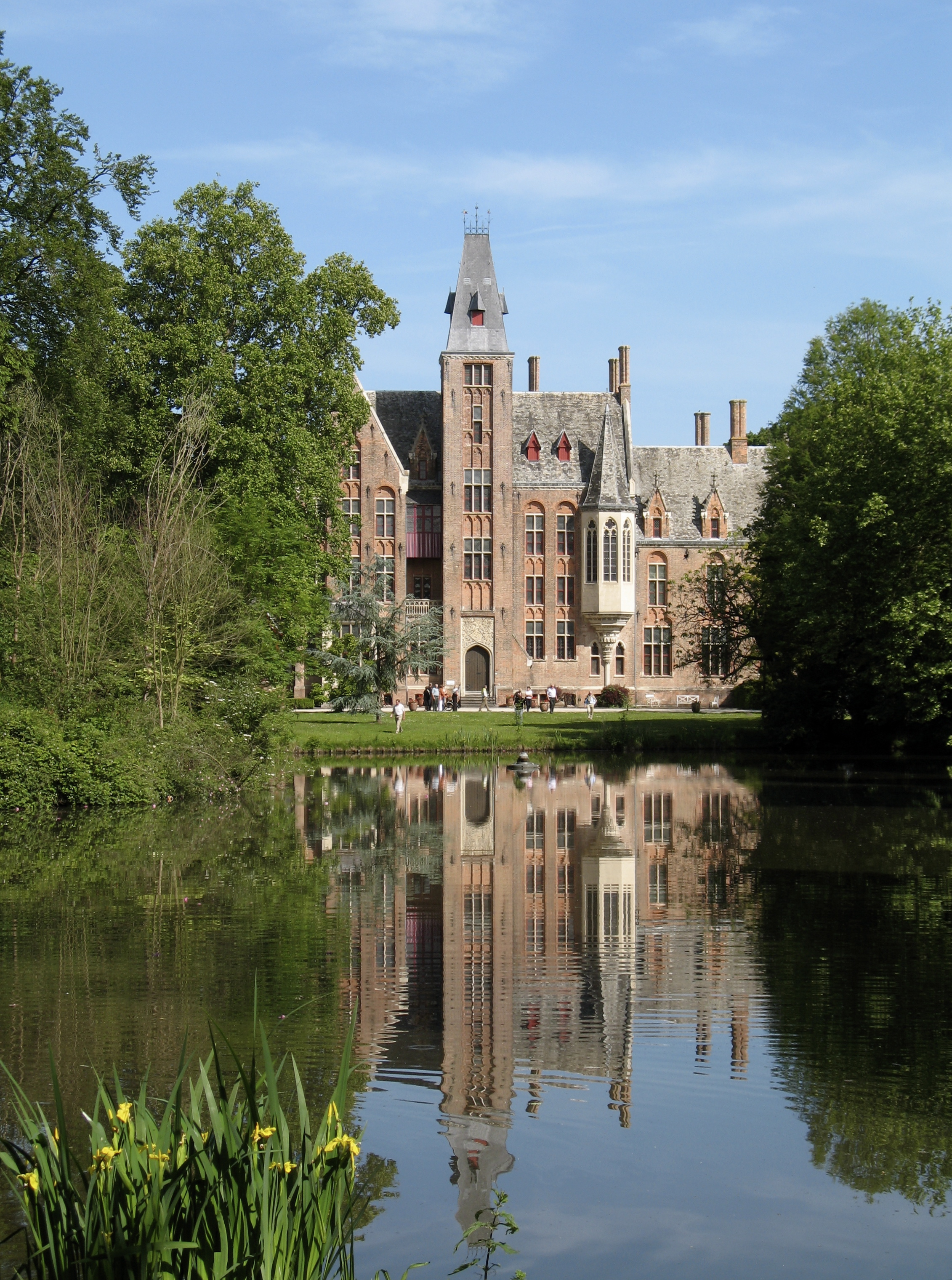
Schloss Loppem

In seinen architektonischen Arbeiten übernahm Bethune das formelle Vokabular der typischen spätmittelalterlichen Ziegelarchitektur Flanderns und insbesondere der Stadt Brügge. Seine Schüler und seine Anhänger übernahmen und verbreiteten diese Haltung, die zusammen mit Bethunes starker katholischer Inspiration und der Verbindung nach England kennzeichnend ist für den Unterschied zur neogotischen Architektur, die in Belgien durch die Akademien und die Anhänger von Viollet-le-Duc verteidigt wurde. Letztere Schule interessierte sich mehr für die Restaurierung, während neue Entwürfe größtenteils von der gotischen Architektur Frankreichs und Brabants beeinflusst waren. Diese Entwürfe waren mehr von ziviler Romantik getragen, und es fehlte ihnen der religiöse und soziale Idealismus Bethunes und seiner Saint-Luc-Schulen.
Abgesehen von den architektonischen Arbeiten, schließt das umfangreiche oeuvre Bethunes Designs für praktisch alle darstellenden und dekorativen Künste ein. Seine Entwürfe sind in vielen europäischen Ländern zu finden. Das Niveau seiner Arbeiten lässt sich am besten an Projekten ablesen, in denen alle Kunstformen vertreten sind. Dazu gehört zum Beispiel das Schloss von Loppem, der Komplex der Vivenkapelle (bestehend aus Kirche, Presbyterium und Klosterschule) sowie der große Komplex der Maredsous-Abtei. Bethunes Entwürfe haben stark architektonisch, archäologisch und didaktisch geprägten Charakter. Seine Buntglasfenster (z. B. in den Kathedralen von Brügge, Gent, Antwerpen und Tournai), seine Wandmalereien (z. B. im Schloss von Maaltebrugge, 1862–1864), und seine Mosaiken (Aachener Dom, 1872) trugen erheblich zum Wiederaufleben dieser Kunstformen bei. Unter Bethunes Gold- und Silberarbeiten sind besonders zu erwähnen: die „belgische Tiara“ für Papst Pius IX. (1871), der Schrein Karls des Guten in der Kathedrale St. Salvator in Brügge (1883) und der Schrein des Heiligen Lambert in der St. Pauls Kathedrale in Lüttich (1884).

## Ausgewählte Arbeiten

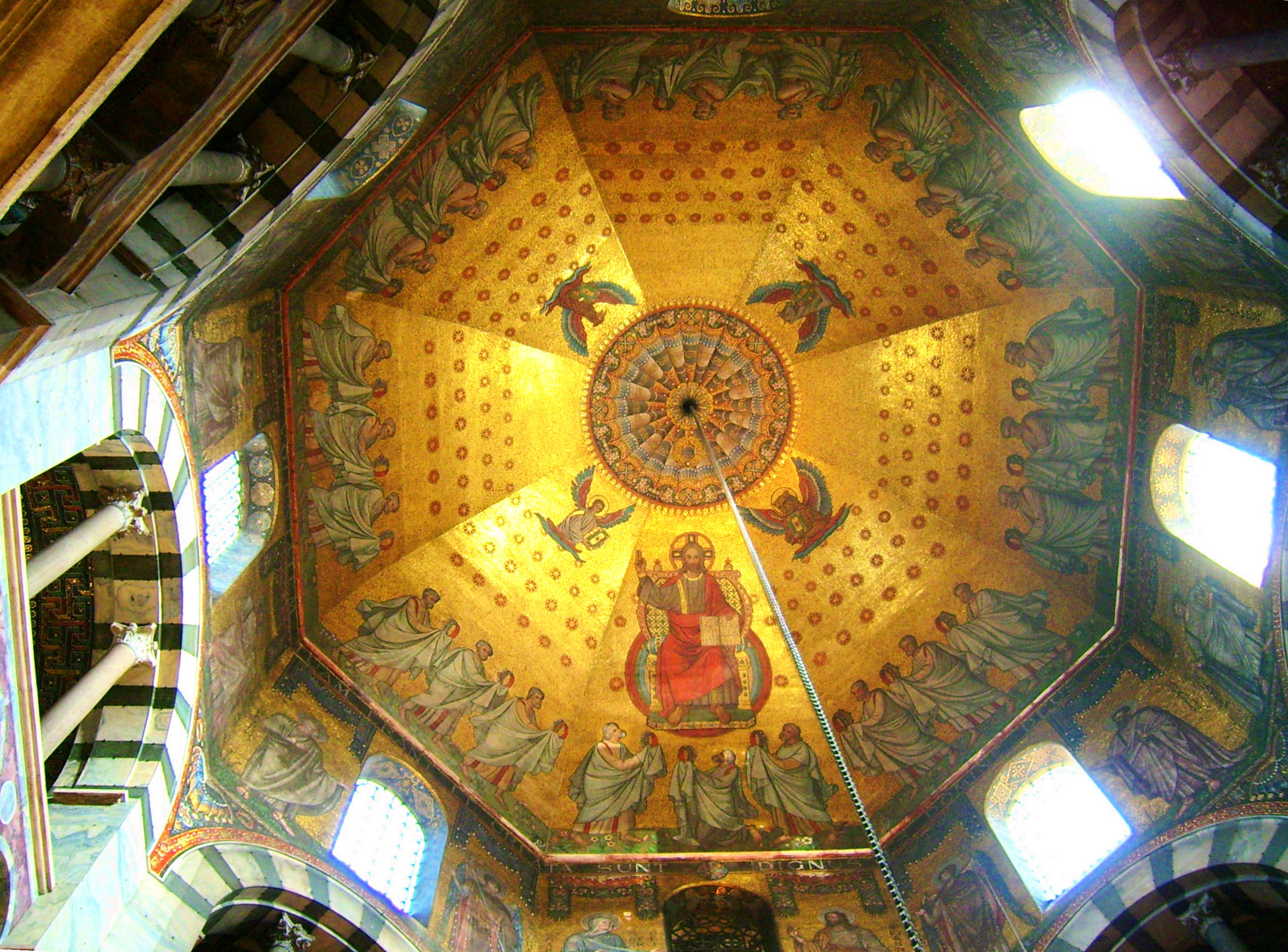
Kuppelmosaik im Aachener Dom

### Architektur
Architekturarbeiten einschließlich Dekoration und Ausstattung:
- Kapelle des Klosters der Schwestern des heiligen Vinzenz von Paul
, 1858
- Schloss von Loppem, 1859–1862
- Kirche, Presbyterium und Klosterschule von Vivenkapelle nahe Damme, 1860–1870
- Abtei Maredsous, 1872–1889
- Kirche Sacré Coeur von Trieu in Courrière, 1872–1873
- Kirche des Beginenhofs von Sint-Amandsberg nahe Gent, 1874
- Marienkapelle im Jesuitenkloster der Oude Abdij (Alten Abtei) in Drongen, 1877
- Konvent der Clarisses de l’Épeule in Roubaix, Frankreich
- École de Saint-Luc in Tournai
- Kirche St. Joseph in Roubaix, Frankreich
- Kirche von Fontenoy, in der belgischen Provinz Hennegau

### Angewandte Künste
- Mönchengladbach, Münsterkirche St. Vitus, mittelalterliches Chorfenster, Restaurierung und Ergänzungsarbeiten, 1860–1863
- „Belgische Tiara“ für Papst Pius IX., 1871
- Kuppelmosaik für den Aachener Dom, ausgeführt von der Werkstatt Antonio Salviati in den Jahren 1880/81
- Grabdenkmal für Monseigneur Gravez, Bischof von Namur, in der Kathedrale von Namur
- Grabdenkmal der Familie Lefèvre in Sclayn
- Schrein für die Relikte Karls I., Graf von Flandern, in der Kathedrale von Brügge, 1883–1885
- Schrein von Lambert von Lüttich in der Kathedrale von Lüttich, 1884
- Kirche von Dinant: Hauptaltar und andere religiöse Ausstattungen
- Dekoration des Interieurs in den Schlössern von Denée, Gesves und Spontin